# Valaisbosspitsmuis
De valaisbosspitsmuis (Sorex antinorii) is een zoogdier uit de familie der spitsmuizen (Soricidae). De wetenschappelijke naam van de soort werd voor het eerst geldig gepubliceerd door Karel Lucien Bonaparte in 1840.

## Verspreiding
De valaisbosspitsmuis komt voor op het vasteland van Italië en de aangrenzende gebieden in Frankrijk en Zwitserland.